# 坂口憲二
坂口 憲二（さかぐち けんじ、1975年〈昭和50年〉11月8日 - ）は、日本の俳優、タレント、ロースター、実業家。東京都出身。2023年に個人事務所「OFFICE BLACK TREE（オフィスブラックツリー）」設立。

## 来歴
世田谷区立等々力小学校、明治大学付属中野中学校・高等学校卒業。本人は柔道未経験であったものの、高名な父親のコネがあって明治大学中野高等学校にスポーツ推薦で進学した。高校時代は兄の坂口征夫と同じで柔道は弱かったという。高校の卒業は決まったものの相次ぎ大学受験に不合格となり進路に困っていたところ、実父の坂口征二と交流があった人物の勧めでハワイ東海インターナショナルカレッジを受験し合格、同校へ進学。ハワイ東海インターナショナルカレッジに在籍していた間に習得した英会話やサーフィンが特技である。
1999年（平成11年）にファッション雑誌『MEN'S CLUB』でモデルデビューし、人気モデルとして活躍した。モデルを担うと同時にテレビドラマ『ベストフレンド』で俳優業を始動。2002年 （平成14年）に『精霊流し〜あなたを忘れない〜』で、連続ドラマ初主演。2003年 （平成15年）公開の『新・仁義なき戦い/謀殺』で映画初出演。2006年 （平成15年）にテレビドラマ『医龍-Team Medical Dragon-』では主演を務め、陰影のくっきりした渋い演技も披露した。『医龍』はシリーズ化され、坂口の代表作となる。
2012年（平成24年）から体調不良に悩まされ、2018年（平成30年）3月31日、厚生労働省指定の特定疾患「特発性大腿骨頭壊死症」を発症しており、仕事を続けることが困難であるため、無期限で芸能活動を休止する旨を発表した。所属事務所・ケイダッシュと契約満了になる同年5月末を以て退社し、治療に専念する。
俳優としての活動を休止したあとセカンドキャリアの道を歩むべくコーヒー焙煎士の成澤敬介に師事し、コーヒー豆の焙煎や淹れ方などを学び、オリジナルブランド『The Rising Sun Coffee』を立ち上げる。2018年夏に千葉県・九十九里に焙煎所を、2019年春に東京都内に初店舗（テイクアウト及び豆の販売のみ）を構えた。2021年6月1日、千葉県大網白里市に2号店となる「The Rising Sun Coffee Oami」を開店した。同店舗ではテラス席も設け、フードメニューも提供している。
2020年（令和2年）2月にはHARIO製品のモバイルコーヒーミル・”モバイルミルスティック”のアンバサダーに就任。2021年10月、同ブランドのアウトドア用コーヒーブランドZebrang（ゼブラン）の公式アンバサダーに就任。
2023年（令和5年）3月、サントリー生ビールの新CMに出演。また、フジテレビ開局65周年特別企画テレビドラマ『風間公親-教場0-』に俳優として9年ぶりに出演した（5月8日放送の第5話から）。9月12日、俳優活動のための個人事務所「OFFICE BLACK TREE（オフィスブラックツリー）」を設立したことを報告した。

## 人物

### 家族
「世界の荒鷲」と称された元プロレスラー・柔道家の坂口征二を父に持ち、憲二自身も柔道二段の腕前を持つなど格闘技に精通している。兄の征夫は、自営業を営む傍ら、総合格闘家・プロレスラーとしての道も歩んでいた（インタビューで「お父さんのようにプロレスラーにはならないのですか?」と質問された際に、「背が低い（当時177cm）から無理です」と答えているが、2012年3月22日、DDTプロレスリングにおいてプロレスラーとしてデビューし、DDTプロレスリング所属となる）。2005年に東京狛江に父親が設立したスポーツジム「坂口道場」で柔道コーチとして在籍していた。同道場は2009年に閉鎖。兄の経営する横浜の道場は引き続き門を開いている。

### 私生活
2002年のテレビドラマ『天体観測』で共演した女優の小雪としばらく交際関係にあったが2005年に破局。2009年頃から6歳年下のモデル桜井裕美との交際が週刊誌に報じられたが、2013年に交際を解消している。

2014年3月18日、前年夏頃から交際をしていた京都出身で30代前半の一般女性と婚姻。同年9月20日、第一子となる男児が誕生。2016年5月29日、第二子となる男児が誕生。2018年には第三子となる女児が誕生している。

## 出演

### テレビドラマ
※主演は役名を太字表記
- ベストフレンド （1999年10月18日 - 12月13日、テレビ朝日、月曜ドラマ・イン） - 江崎賢 役
- 金曜日の恋人たちへ（2000年1月14日 - 3月17日、TBS） - 秋山充 役
- 池袋ウエストゲートパーク（2000年4月14日 - 6月23日、TBS） - ドーベルマン山井 役
  - 池袋ウエストゲートパーク スープの回（2003年3月28日）
- 20歳の結婚（2000年7月6日 - 9月14日、TBS） - 飯田継男 役
- スタイル! 第6話（2000年11月16日、テレビ朝日） - 木下 役 ※カメオ出演
- FACE〜見知らぬ恋人〜（2001年1月10日 - 3月7日、日本テレビ） - テラ 役
- 天国に一番近い男 教師編 第6話（2001年5月18日、TBS） - ヤクザ風の男 役
- Love Story（2001年4月15日 - 6月24日、TBS、東芝日曜劇場） - 村上 役
- ファイティングガール（2001年7月4日 - 9月19日、フジテレビ） - 粟村元 役
- こちら第三社会部（2001年10月8日 - 12月17日、TBS） - 大田原雄作 役
- ナンバーワン（2001年12月27日、TBS） - 橘十馬 役
- 精霊流し〜あなたを忘れない〜（2002年11月11日 - 12月5日、NHK） - 櫻井雅彦 役
- 恋ノチカラ（2002年1月10日 - 3月21日、フジテレビ） - 木村壮吾 役
- しあわせのシッポ（2002年4月11日 - 6月27日、TBS） - 赤木陸 役
- 天体観測（2002年7月2日 - 9月17日、関西テレビ・フジテレビ） - 川村友也 役
- いつもふたりで（2003年1月6日 - 3月17日、フジテレビ） - 森永健太 役
- いま何待ち? #16#17「熱血エキストラTOSHIKI」（2003年2月3日・10日、フジテレビ） - 信濃町恭一 役
- 愛するために愛されたい（2003年7月3日 - 9月4日、TBS） - 秋山元治 役
- さとうきび畑の唄（2003年9月28日、TBS） - 平山勇 役
- ムコ入り刑事 高山家・明の事件ファイル（2003年12月1日、TBS、月曜ミステリー劇場） - 高山明（刑事）役
  - ムコ入り刑事 高山家・明の事件ファイル2（2005年12月12日）
- ワルシャワの秋（2003年12月23日、関西テレビ・フジテレビ） - 本多隆則 役
- プライド（2004年1月12日 - 3月22日、フジテレビ） - 堀田大和 役
- マザー&ラヴァー（2004年10月5日 - 12月21日、関西テレビ・フジテレビ） - 岡崎真吾 役
- 弟（2004年11月17日 - 21日、テレビ朝日、テレビ朝日開局45周年記念スペシャルドラマ） - 渡哲也 役
- 世にも奇妙な物語（フジテレビ）
  - 05'秋の特別編「8分間」（2005年10月4日） - 村上雅彦 役
  - 21世紀 21年目の特別編「ドッキリチューブ」 （2011年5月14日） - 真壁洋輔 役
- らんぼう（2006年1月17日、日本テレビ、ドラマコンプレックス） - 赤池早雄 役
  - 潜入刑事らんぼう2（2007年2月6日、火曜ドラマゴールド）
- 医龍 -Team Medical Dragon-（2006年4月13日 - 6月29日、フジテレビ） - 朝田龍太郎 役
  - 医龍 -Team Medical Dragon-2（2007年10月11日 - 12月20日）
  - 医龍 -Team Medical Dragon-3（2010年10月14日 - 12月16日）
  - 医龍 -Team Medical Dragon-4（2014年1月9日 - 3月20日）
- CHiLDREN チルドレン（2006年5月、WOWOW） - 武藤俊介 役
- 太郎と次郎〜反省ザルとボクの夢〜（2007年3月17日、フジテレビ、土曜プレミアム） - 村﨑太郎 役
- 無理な恋愛 第1話・最終話（2008年4月8日・6月17日、フジテレビ） - 菊原浩介 役
- 本日も晴れ。異状なし（2009年1月18日 - 3月15日、TBS、日曜劇場） - 白瀬遼 役
- 君たちに明日はない（2010年1月16日 - 2月27日、NHK） - 村上真介 役
- 特上カバチ!! 最終話（2010年3月21日、TBS、日曜劇場） - 犬神誠一 役
- 刑事・鳴沢了〜史上最悪の24時間〜（2010年5月29日、フジテレビ、土曜プレミアム） - 鳴沢了（刑事）役
  - 刑事・鳴沢了2〜偽りの聖母〜（2011年5月20日）
- ほんとにあった怖い話（フジテレビ）
  - 夏の特別編2010 AKB48 まるごと浄霊スペシャル「あかずの間」（2010年8月24日、カスペ!） - 高安直樹 役
  - 夏の特別編2013「女子高大パニック」（2013年8月17日、土曜プレミアム） - 沢木洋介 役
  - 25周年スペシャル「共作結界」（2024年8月17日、土曜プレミアム） - 木下政志 役[26]
- BOSS 2ndシーズン 第9話 （2011年6月16日、フジテレビ） - 真崎正吾 役
- 最後から二番目の恋（2012年1月12日 - 3月22日、フジテレビ） - 長倉真平 役
  - 最後から二番目の恋 2012秋（2012年11月2日）
  - 続・最後から二番目の恋（2014年4月17日 - 6月26日）
  - 続・続・最後から二番目の恋（2025年4月14日 - 6月23日）[27][28]
- NTTドコモ 20周年スペシャルドラマ 夢の扉 特別編「20年後の君へ」（2012年7月1日、TBS） - 中山広太 役
- 東野圭吾ミステリーズ 第2話「犯人のいない殺人の夜」（2012年7月12日、フジテレビ） - 佐藤拓也 役
- ダブルス〜二人の刑事（2013年4月18日 - 6月13日、テレビ朝日） - 田代啓一 役
- 松本清張スペシャル・顔（2013年10月3日、フジテレビ） - 飯村恭三 役
- 風間公親-教場0- 第5話・第8話 - 最終話（2023年5月8日・5月29日 - 6月19日、フジテレビ） - 柳沢浩二 役[29][30][16]

### 映画
- 新・仁義なき戦い/謀殺（2003年、東映） - 滝田治（ヒットマン） 役
- TAIZO〜戦場カメラマン・一ノ瀬泰造の真実〜 - 声の主演・一ノ瀬泰造 役
- 機関車先生（2004年、ウィザードピクチャーズ） - 吉岡誠吾（機関車先生） 役
- 明日の記憶（2006年） - 伊東直也 役
- キャッチ ア ウェーブ（2006年） - マーク 役
- CHiLDREN チルドレン（2006年） - 武藤俊介 役
- スマイル 聖夜の奇跡（2007年） - 猪谷昌也 役

### 舞台
- 十三人の刺客（2012年8月、赤坂ACTシアター、新歌舞伎座） - 鬼頭半兵ヱ 役

### テレビ番組
- この夏は忘れない BORDERLINE（2004年、テレビ東京）
- TOYOTAスペシャル エンドレスウェイブ 坂口憲二サーフィン地球紀行Inタヒチ（テレビ東京）
- 恋するM（フジテレビ） - ナビゲーター
- 坂口憲二&清水圭ハワイ波乗り旅!時差19時間の楽園（テレビ東京）
- JALホノルルマラソン2005（2006年1月9日、TBS） - ナビゲーター
- 2006 世界柔道（フジテレビ） - キャスター
- 坂口憲二・エビちゃん 秋の下町大人のデート（2006年、フジテレビ）
- 「海から見た、ニッポン」（2007年8月、BS-i（現BS-TBS））
- 鶴瓶の家族に乾杯（2010年2月1日・8日、NHK）
- ニッポンを釣りたい!忘れられない旅に出よう（2010年6月27日、フジテレビ）
- アジアンスマイル・僕は小さなプロサーファー -インドネシア バリ島-（2010年9月26日、NHK） - ナレーション
- 夢の扉+（2011年4月 - 2016年3月、TBS） - ナレーション
- 坂口憲二私旅行 アジア万感（2011年5月28日、BSフジ）
- NEXT 未来のために（2016年12月3日、NHK） - ナレーション
- 君とボクの聖地巡礼〜神秘の奈良・国宝美仏めぐり〜（2017年1月28日、TBS）[31][32] - ナレーション
- 飯島直子の今夜一杯いっちゃう?（2024年5月29日、BSフジ）[33][34]

### CM・広告
- KIRIN キリンビバレッジ
  - 「日本茶玄米」
  - 「冬の温キリン」
- KIRIN キリンビール
  - 「麒麟淡麗生」
- 英会話AEON
- 武田薬品工業 「アリナミンEX」
- 味の素 「アジア麺」
- ロッテ
  - 「キシリトール」
  - 「レディーボーデン」
  - 「クリエ」
- ゼスプリ ゴールドキウイ
- WEDDING MARRY JUNO - イメージキャラクター
- NTTドコモ（2001年 - 2003年、2012年4月 - ）
- 本田技研工業「エアウェイブ」（2005年 - ）
  - 「誕生予告 篇」（2005年3月 - ）
  - 「上空 篇」（登場） 篇  （2005年4月 - ）
  - 「綱渡り 篇」（2005年9月 - ）※父・坂口征二と共演
  - 「フェニックス 美輪さん 篇」（2006年5月 - ）
  - 「跳ぶ馬 篇」（2007年1月 - ）
  - 「夜のスカイルーフ 篇」（2007年6月 - ）
- クリムゾンサーフブランド「RUSS-K」 - イメージキャラクター
- JT「Roots」（2007年4月 - ）※坂口が宣伝していたホンダ・エアウェイブを使用している。
- JA共済「クルマスター」
- 大英産業（2008年10月 - ）
- 第一三共ヘルスケア「ガスター10」（2010年8月 - ）
- エドウイン ※Web CM
  - 「503 IS BLUE」（2022年9月 - ）[35]
  - 「EDWIN 503」「ニッポンのジーンズ」篇（2023年3月 - ）[36]
- サントリー「サントリー生ビール」（2023年3月 - ）[37]
  - 「海のために生きる人」篇（2023年6月 - ）[38]
  - 「声を出す人」篇、「祭りで働く人」篇（2023年10月 - ）[39]
  - 「雨上がる」篇（2024年4月 - ）[40]
  - 「長すぎる夏の日」篇（2024年7月 - ）[41]
  - 「MYサン生ジョッキ」篇（2024年9月2日 - ）（山﨑賢人、上白石萌音と共演）[42]
  - 「生奉行」篇（2025年4月21日 - ）（山﨑賢人、上白石萌音、西島秀俊と共演）[43]
  - 「MYサン生ジョッキ2」篇（2025年5月12日 - ）（山崎賢人、上白石萌音と共演）[44]
- ファイントゥデイ「エージーデオ24メン」（2024年4月 - ）[45]
- クレバリーホーム「かけがえのない家族を守る家。」（2024年4月 - ）
- ボルボ・カー・ジャパン「ボルボ・XC90」（2025年2月 - ） - アンバサダー就任[46]

### ナレーション
- 福島県南相馬市 北泉海岸 PR動画（2022年12月）

### スポーツマンNo.1決定戦
- 最強の男は誰だ!壮絶筋肉バトル!!スポーツマンNo.1決定戦（2000年・2001年、TBS）

第7回芸能人サバイバルバトル（2000年10月10日・14日放送）
BEACH FLAGSでは初出場で照英に次いで2位。MONSTER BOXでは17段と健闘し、QUICK MUSCLE終了時点で照英、ケイン・コスギに次いで暫定総合3位に浮上していたが、POWER FORCEは1回戦でプロ大会No.1を獲得した内藤尚行に敗北を喫し、TAIL IMPOSSIBLEは第2レース敗退と後半の種目でポイントを稼げず、5種目終了時点で暫定総合6位の中村繁之に僅か5P届かず、総合7位で脱落。
第8回芸能人サバイバルバトル（2001年3月23日放送）
BEACH FLAGSでは準々決勝でスタートに失敗し敢え無く敗退。初挑戦のWORK OUT GUYSで苦戦を強いられブービーに終わる。MONSTER BOXでは、大会前日に日本体育大学で池谷直樹の指導の下練習を積み、自己新記録の18段をマーク。QUICK MUSCLEでも自己記録を更新。TAIL IMPOSSIBLE終了時点で暫定総合5位でファイナル進出。SHOT-GUN-TOUCHでは1回目で11m00cmを申告し距離は届いていたがボールが手の横に落ち失敗。2回目では敢えて距離を伸ばし11m20cmを成功。工藤順一郎との4位争いでは最終試技で11m50cmを成功させ、暫定4位に浮上するも、最終試技で工藤が11m60cmを成功させ工藤が4位に浮上。最終順位は総合5位。
| 大会  | 放送日               | 総合順位 |
| ----- | -------------------- | -------- |
| 第7回 | 2000年10月10日・14日 | 7位      |
| 第8回 | 2001年3月23日        | 5位      |

## 作品

### DVD
- 大和流（2007年5月25日、インピアンクープロダクションズ） - ナビゲーター（友情出演）サーフィンDVD
- 大和流 〜二章〜（2008年4月22日、インピアンクープロダクションズ）
- 超最高!!（2007年5月25日、インピアンクープロダクションズ）
- 湘南最高!!（2007年5月25日、インピアンクープロダクションズ）
- 海から見た、ニッポン 坂口憲二の日本列島サーフィン紀行 第一章秋冬編（2007年4月4日、ポニーキャニオン）
- 海から見た、ニッポン 坂口憲二の日本列島サーフィン紀行 第二章春夏編（2007年11月30日、ポニーキャニオン）
- 海から見た、ニッポン 坂口憲二の日本列島サーフィン紀行 最終章（2009年7月24日、ポニーキャニオン）